# Valeria Galviz
Valeria Galviz Echeverry (Cartago, Valle del Cauca, Colombia, 13 de agosto de 1991) es una actriz de cine y televisión y modelo colombiana, reconocida por su participación en telenovelas como La ley secreta, Amar y vivir y Klass 95.

## Biografía
Nació en Cartago Valle del Cauca. Su niñez y adolescencia residió en Cali y Pereira. Estudió comunicación social en la Universidad Lumieres Lyon 2 en Lyon Francia, pero no ejerció la profesión.
Su inclinación a la actuación estudió en la Centro de Formación Actoral (CEFAT) de la Ciudad de México, su carrera empezó en la telenovela Corazón en condominio como actriz secundario en 2013. Participando varias producciones de Colombia y México, donde este último se nacionalizó mexicana.

## Filmografía

### Cine
| Año  | Título       | Personaje          | Rol                |
| ---- | ------------ | ------------------ | ------------------ |
| 2023 | Pepe Cáceres | Luz Marina Zuluaga | Reparto Secundario |

### Televisión
| Año       | Título                            | Personaje                                    | Canal                        |
| --------- | --------------------------------- | -------------------------------------------- | ---------------------------- |
| 2024      | Klass 95                          | Kelly Sepúlveda                              | Caracol Televisión / Netflix |
| 2024      | Nosotros los Caidos               | Gabriela                                     | Fahrenheit                   |
| 2023-2024 | Paraíso blanco                    | Julie Lehder                                 | Vix                          |
| 2023      | Romina poderosa                   | Yesenia Páez Gómez (joven)                   | Caracol Televisión / Netflix |
| 2022      | Del wok al mollo                  | Doctora                                      | Señal Colombia               |
| 2021      | El Cartel de los Sapos: el origen | Dayana Tirado                                | Netflix                      |
| 2020      | Amar y vivir                      | Alba Lucía Herrera de Portilla / Nina        | Caracol Televisión / Netflix |
| 2018      | La ley secreta                    | María Alejandra Álvarez Bernal / Yina Vargas | Netflix                      |
| 2018      | Pecado DC.                        | Laura                                        |                              |
| 2015      | Tanto amor                        | Amaranta Torres                              | Azteca Trece                 |
| 2015      | UEPA! Un escenario para amar      | Roxanna "Rox" Trejo                          | Azteca Trece                 |
| 2014      | Siempre tuya Acapulco             | Florencia Antonia                            | Azteca Trece                 |
| 2013      | Corazón en condominio             | Bárbara Santoyo                              | Azteca Trece                 |